# Lista över GSSP:er
Detta är en lista över GSSP:er (global boundary stratotype section and point).
- Carrosio
- Fortune Head
- Fågelsångsdalen
- Hunneberg